# 德米特罗夫区 (莫斯科)
德米特罗夫区（俄語：Дмитровский район）是莫斯科北行政区的一区，面积7.29平方公里，人口103,496人。它以通向德米特罗夫的德米特罗夫高速公路命名。2023年，在其领土上开通了亚赫罗马站和利安诺佐沃站，该区居民还可以利用俄铁的马尔克站乘坐 МДЦ-1。